# Brookhaven (Géorgie)
Pour les articles homonymes, voir Brookhaven.
Brookhaven est une municipalité américaine située dans le comté de DeKalb en Géorgie.
La ville actuelle s'est développée autour du quartier de Brookhaven Estates et du Capital City Club, un club de golf ouvert en 1912 et alors appelé Brookhaven Country Club.
En mai 2012, une proposition de loi du représentant Mike Jacobs pour créer une municipalité est approuvée par l'Assemblée générale de Géorgie et est signée le mois suivant par le gouverneur Nathan Deal. Le 31 juillet 2012, les électeurs de la communauté votent à 55 % en faveur de la création de la municipalité. Les premières élections se tiennent en novembre et décembre. Le 17 décembre, la municipalité commence à exercer ses compétences.
Lors de sa création en 2012, Brookhaven compte environ 49 000 habitants et s'étend sur 12 milles carrés (31,08 km2).

## Démographie
| 1980   | 1990   | 2000   | 2010   | - | - |
| ------ | ------ | ------ | ------ | - | - |
| 30 521 | 27 812 | 38 579 | 40 456 | - | - |